# Сорочинська вулиця (Київ)
Соро́чинська ву́лиця — вулиця в Печерському районі міста Києва, місцевість Звіринець. Пролягає від Звіринецької вулиці (двічі, утворюючи форму квадратної дужки).

## Історія
Виникла в середині XX століття під назвою 653-тя Нова вулиця. Сучасна назва — з 1953 року, на честь с. Великі Сорочинці Миргородського району Полтавської області, відомого своїм ярмарком.